# Кинематограф Судана
Кинематограф Судана берёт своё начало с кинематографа британского колониального периода в начале XX века. После обретения независимости в 1956 году бурное развитие получило документальное кино, но финансовое давление и неприятие со стороны исламистского правительства привели к упадку кинематографа в стране с 1990-х годов. Начиная с 2010-х годов, несколько инициатив продемонстрировали возможность возрождения кинопроизводства и общественного интереса к киносеансам в Судане.

## Кинематограф в колониальном Судане
В Судане были сняты некоторые из самых ранних фильмов в британских колониях: солдат Джон Бенетт-Стэнфорд, ставший военным корреспондентом, снял британские войска в 1898 году, как раз перед битвой при Омдурмане. Этот короткий и немой фильм был спроецирован и продан в Британии под названием «Alarming the Queen’s Company of Grenadiers Guards at Omdurman». В 1912 году британские колониальные власти сняли документальный фильм о визите короля Георга V в эту страну и показали его в театре под открытым небом. В первые годы XX столетия пионеры кинематографа путешествовали вверх по Нилу из Каира в Судан и далее, снимая фильмы. В одном из таких документальных фильмов был показан лорд Китченер, инспектирующий свои войска в Хартуме.
В 1920-х годах греческие иммигранты, которые также были одними из первых фотографов в Судане, открыли кинотеатры для немого кино в Хартуме. Другие суданские бизнесмены позже основали «Суданскую кинокорпорацию», которая открыла больше кинотеатров в других городах и распространяла иностранные фильмы в стране. В местном еженедельном журнале «El Fajr» отдельные страницы посвящались науке, литературе и кино.
Одним из первых суданских кинооператоров и кинематографистов этого периода был Гадалла Губара, который впоследствии стал главой Суданского киносоюза.

## Кинематограф в независимом Судане до 2010-х годов
После обретения Суданом независимости в 1956 году, новые власти создали подразделение Суданский киносоюз для производства короткометражных учебных документальных фильмов и кинохроник, многие из которых демонстрировались в передвижных кинотеатрах.
Первым полнометражным фильмом, снятым в Судане, стала чёрно-белая картина «Надежды и мечты», снятая в 1970 году режиссёром Ибрахимом Малласи. После него было снято очень мало художественных фильмов, в основном по причине отсутствия финансирования. Хусейн Шарифф, суданский академический художник, поэт и преподаватель факультета искусств Хартумского университета, с 1970-х годов стал также известен как кинорежиссёр. В 1973 году он возглавил отдел кинематографии Министерства культуры и информации и снял свой первый фильм «Метание огня», документальную ленту о ритуале в честь солнца племени в южном провинции Голубой Нил. Этот опыт побудил его вернуться в Великобританию, чтобы изучать кино в Национальной школе кино и телевидения. До 1997 года Шарифф успел снять несколько документальных фильмов, например «Дислокацию янтаря», поэтический документальный фильм об историческом порте Суакин на Красном море, или «Дневник в изгнании», рассказывающий о жизни суданцев, находящихся в ссылке в Египте. В знак признания его художественных заслуг ежегодно в годовщину смерти Шариффа проводится Фестиваль независимого кино Судана, основанный в 2014 году.
Суданский кинорежиссёр Гадалла Губара, автор самого широкого спектра работ (более чем 100 документальных фильмов и кинохроник), также выпустил несколько художественных фильмов, в первую очередь племенную историю любви «Таджудж» в 1979 году. Его дочь, Сара Гадалла Губара, училась как и её отец кинопроизводству в Каире и помогала ему в его частной кинопроизводственной компании «Studio Gad», став первой женщиной-режиссёром в Судане. Её фильм «Любитель света» (2004) — это одновременная метафора Гадаллы Губары и его интереса к освещению социальных проблем посредством кинопроизводства.
В Хартуме и других городах более 70 кинотеатров демонстрировали преимущественно иностранные (индийские, египетские, американские и итальянские) фильмы, а также новости и рекламные ролики. Несмотря на растущее в стране число людей, которые могли позволить себе телевизоры, популярность «похода в кино» оставалась прежней, что нашло своё отражение в «Cinema Cinema», еженедельном обзоре фильмов на государственном суданском телеканале, который появился в 1962 году.
Однако после военного переворота 1989 года исламистские власти Судана стали подавлять кинематограф, а также большую часть общественной культурной жизни. В результате Суданская кинокомпания была распущена, а многие государственные кинотеатры были заброшены или распроданы. Например, старый кинотеатр «Колизей» стал частью Хартумского штаба спецназа. Киноленты 1960-х, 1970-х и 1980-х годов стали чрезвычайно редкими, а те, что хранились в национальных архивах, были недоступны. До сих пор нет доступного широкой публике киноархива этого периода, а сохранившееся работы разбросаны по всей стране. Эти политические ограничения, наряду с распространением спутникового телевидения и интернета, привели к тому, что люди стали чаще смотреть фильмы в своих домах. Таким образом суданские кинематографисты были лишены общественного признания, финансирования их производства или распространения фильмов и, прежде всего, свободы художественного самовыражения.
Пользуясь более широкими возможностями самовыражения, некоторые кинематографисты суданского происхождения и живущие за рубежом снимали фильмы о своей стране, например британско-суданский режиссер Тагрид Эльсанхури. Её документальные ленты «Наш любимый Судан», «Всё о Дарфуре», «Сиротский приют Майгомы или неизвестная мать» исследуют как сложное общество в Судане, так и взгляды режиссёра фильма в качестве члена важной суданской диаспоры.

## Возрождение кинематографа с 2010-х годов
Благодаря внедрению цифрового кинооборудования, проведению семинаров для нового поколения кинематографистов, международному финансированию и проведению фестивалей в 2010-е годы было предпринято несколько успешных инициатив по восстановлению кинематографической деятельности в Судане. В 2010 году была основана Суданская кинофабрика, а в 2014 году стартовал ежегодный фестиваль независимого кино Судана, набирающий популярность. В 2014 году суданский режиссер Хаджудж Кука, живущий как в Судане, так и за его пределами, снял получивший всемирную известность документальный фильм о продолжающихся нападениях суданской армии на людей в Нубийских горах. Фильм Куки, названный «Ритмы Антонова», представляет собой художественный коллаж о войне, музыке и идентичности на южных границах Судана, и не мог быть показан в Судане при тогдашнем правительстве. В 2015 году часть киноархива Гадаллы Губары была оцифрована немецко-суданским проектом по реставрации фильмов, и таким образом эти документальные фильмы, а также полнометражная картина «Таджудж», могли быть вновь показаны новым поколениям как в Хартуме, так и за его пределами.
В 2019 году документальный фильм Сухайба Гасмелбари «Разговор о деревьях» об упадке кинематографа в Судане получил несколько наград на международных кинофестивалях. В том же году художественная картина «Вы умрёте в 20 лет», снятая Амджадом Абу Алалой, получила премию «Лев будущего» на Венецианских днях, секции независимого кинофестиваля, проходящей параллельно и совместно с престижным Венецианским кинофестивалем. Ещё одним молодым суданским режиссёром, изучавшим кино в Каире и Германии, является Марва Зейн. Её документальный фильм «Хартумский офсайд» рассказывает историю первой женской футбольной команды в Хартуме. Его мировая премьера состоялась на форуме Берлинале в 2019 году, лента получила награды на нескольких международных кинофестивалях.
Кроме того, посредством интернета распространяются современные суданские видеофильмы различных жанров. Одна группа этих самоучителей-видеосъёмщиков, названная «Tartar Studio», базируется в Каире и была создана суданским врачом с навыками в области кино. Среди множества короткометражных анимационных фильмов они создали фильм о Саре Губаре, дочери Гадаллы Губары. Это короткое видео, сопровождаемое её собственным голосом на арабском языке, рассказывает историю о том, как Сара, первая чемпионка Судана по плаванию среди женщин, отправилась в Неаполь (Италия), чтобы принять участие в соревнованиях по плаванию в солёной воде.